# Луис Флечър
Луис Флечър (на английски: Louise Fletcher) е американска актриса. 

## Биография
Тя получава Оскар и Златен глобус за най-добра женска роля във филма на Милош Форман „Полет над кукувиче гнездо“ през 1975 година. Родителите ѝ са глухонеми и баща ѝ участва с много дарения и благодарение на него са построени много църкви за глухонеми в Алабама.

## Избрана филмография
| година | филм                      | оригинално заглавие             | роля                             | режисьор      |
| ------ | ------------------------- | ------------------------------- | -------------------------------- | ------------- |
| 1975   | Полет над кукувиче гнездо | One Flew Over the Cuckoo's Nest | старша мед. сестра Милдред Рачет | Милош Форман  |
| 1977   | Заклинателят 2: Еретикът  | Exorcist II: The Heretic        | д-р Джийн Тъскин                 | Джон Бурмън   |
| 1977   | Секс игри                 | Cruel Intentions                | Елен Роузмънд                    | Роджър Къмбъл |